# Nidzsi Iro no Sneaker
A Niji Iro ni Sneaker Hajasibara Megumi negyedik önálló kislemeze, mely 1991. március 5-én jelent meg a King Records kiadó jóvoltából. A kislemez a japán lemezeladási lista negyvenharmadik helyéig jutott el.

## Videóklip
A dalból videóklip is készült. Az elején Megumi sétál Tokióban, láthatjuk a metrót, és a sok embert. Majd ránéz a nyakába akasztott medáljára és egy szép gyerekkori emlék jut eszébe. Egyszer találkozott egy fiúval, nagyon sokat játszottak, nagyon jól érezték magukat. Amikor elbúcsúznak, akkor a fiú a lány nyakába akaszt egy medált, amit Megumi azóta is őriz.

## Dalok listája
1. Nidzsi Iro no Sneaker 4:18
2. Koi no Scramble Race 3:53